# Ари Мудрый
Ари Мудрый Торгильссон (исл. Ari fróði Þorgilsson, на староисл. Ari — орёл, fróðr — мудрый; 1067 или 1068 — 9 ноября 1148) — первый исландский историк.

## Биография
Ари родился в знатной семье, в Западной Исландии. Ланднамабок перечисляет 8 поколений его предков, из которых 5 поколений родились в Исландии, причём 2 — ещё в языческие времена. По отцу, Торгильсу сыну Геллира, он был потомком Гудрун дочери Освивра, героини Саги о людях из Лососьей долины.
Отец Ари рано умер, и мальчик рос сначала в доме деда, потом — в доме дяди. В возрасте 7 лет поступил в обучение к скальду Харрару сыну Торарина, затем получил духовное образование при дворе епископа Исландии. Служил священником в Стадре. Был женат, имел сына и дочь.

## Значение
Ари Мудрый является автором «Книги об исландцах» (Ислендингабок), в которой он выстроил общую хронологию, связывающую исландскую историю с общеевропейской, «Книги о заселении Исландии» (Ланднамабок), «Жизни Снорри Годи». Есть сведения, что Ари написал какой-то текст о королях Норвегии, могущий считаться таким образом одной из самых первых «королевских саг». Ари писал не на латыни, а на староисландском языке. Он был первым, кто в своих сочинениях придал исландцам чувство исторического и этнического самосознания. Своими знаниями ранней исландской истории современные учёные в огромной степени обязаны Ари Мудрому, прозванному «исландским Геродотом» и «отцом исландской истории». На сочинения Ари Торгильссона ссылаются Снорри Стурлусон и другие более поздние исландские историки. Свои работы учёный писал прозой, что являлось прогрессивным явлением для XI—XII веков.